# Like a Fool
Like a Fool é uma canção de Robin Gibb lançada como single em 1985. Não alcançou sucesso, porém, é bem lembrada por radioespectadores brasileiros devido ao seu grande airplay, tendo sido incluída em várias coletâneas brasileiras com sucessos de 1986.

## Histórico

Robin Gibb no videoclipe.

A canção foi composta em 1985. Tom Dowd, produtor do álbum juntamente com Maurice Gibb, afirmou que o orçamento para o álbum Walls Have Eyes era limitado e a gravadora Polydor deu direções de como o disco deveria ser, limitando o trabalho de produção.
"Like a Fool", como as outras do álbum, é simples na estrutura, que mantém o tradicional estrofe-refrão de Robin Gibb; porém, a presença de Barry Gibb no estúdio ajudando a compor, e mesmo participando da faixa "Toys", mostra estrofes mais elaboradas.
"Like a Fool" foi a primeira canção a ser registrada, e provavelmente a primeira a ser gravada, já que os irmãos Gibb tinham o costume de começar gravando os singles. Sua batida lenta lembra a de "Another Lonely Night in New York".
Um videoclipe foi feito para promover a canção. Nele, Robin Gibb é um fotógrafo que trabalha tirando fotos de uma produção dramática visual e se apaixona pela atriz da obra. Também foi feito um remix estendido da canção que apareceu na versão de 12" do single. Apesar dos esforços, a canção não alcançou as paradas norte-americanas ou europeias, só sendo bem lembrada no Brasil, onde obteve bom airplay e é considerada um clássico adult contemporary.

## Lista de faixas
Todas as faixas escritas e compostas por Robin, Barry e Maurice Gibb. 
| Single 7" (Polydor 883 431-7) |                |         |  |
| N.º                           | Título         | Duração |  |
| 1.                            | "Like a Fool"  | 3:58    |  |
| 2.                            | "Possession"   | 3:07    |  |
| Duração total:                | Duração total: | 7:05    |  |

| 12" (Polydor883 431-1) |                                |         |  |
| N.º                    | Título                         | Duração |  |
| 1.                     | "Like a Fool" (Extended Remix) | 5:25    |  |
| 2.                     | "Like a Fool" (Single Version) | 3:58    |  |
| 3.                     | "Possession"                   | 3:07    |  |
| Duração total:         | Duração total:                 | 12:30   |  |

## Ficha técnica
Fonte: 
- Robin Gibb — vocal principal, vocal de apoio
- Maurice Gibb — vocal de apoio, baixo, teclados, sintetizador, piano
- Mitchel Froom — teclados, sintetizador
- Duane Hitchings — teclados, sintetizador
- Steve Farris — guitarra
- George Terry — guitarra
- Sandy Gennaro — bateria
- Alto Reed — metais
- Ed Calle — metais
- Scott Glasel — programação

- Engenharia de áudio: Tom Dowd, Scott Glasel
- Produção: Maurice Gibb, Tom Dowd